# Туризм в Бенине

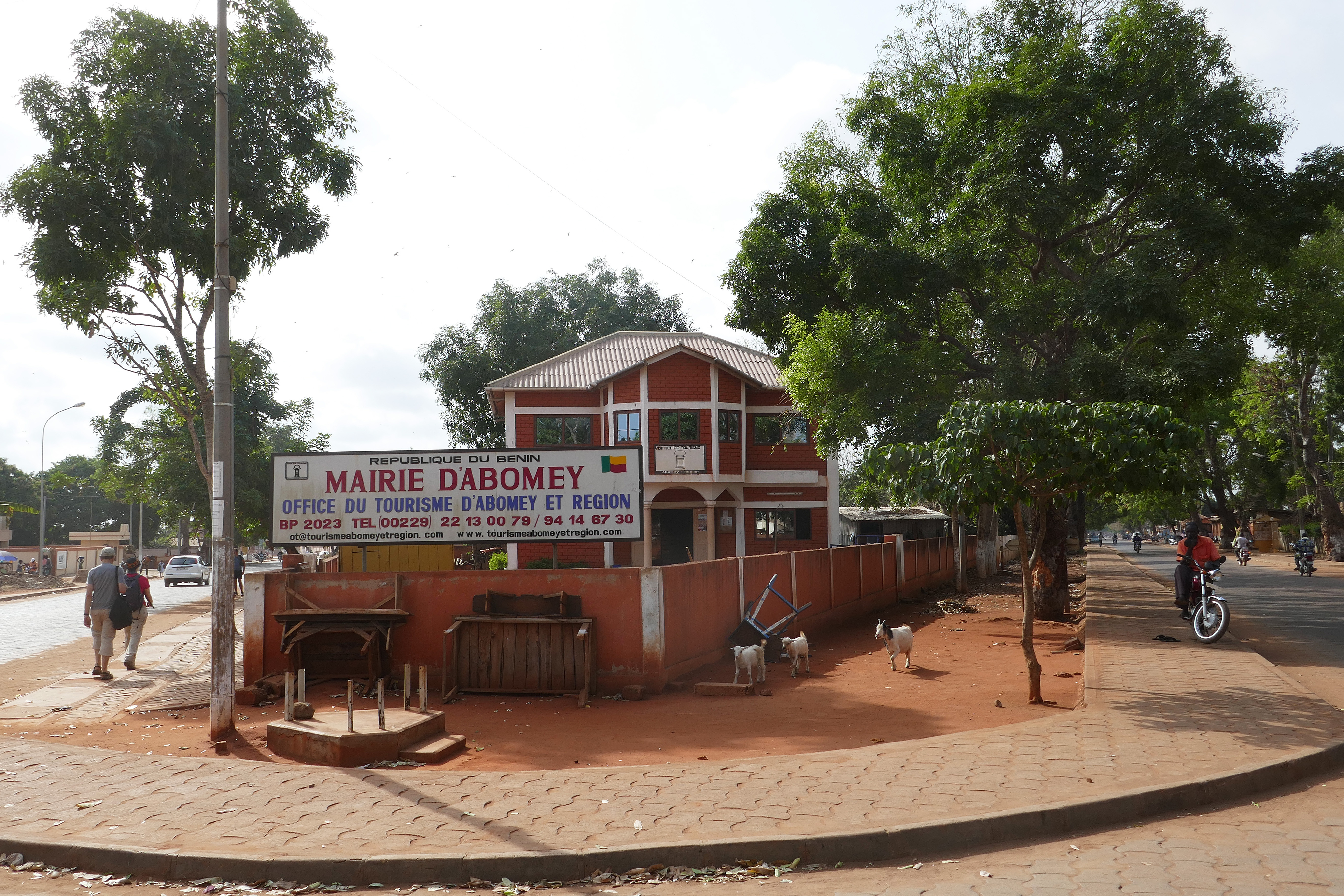
Абомей. Региональный туристический офис

Туризм в Бенине — национальная индустрия Бенина в сфере туризма.
В настоящее время развит слабо. В 1996 году Бенин посетило около 150 000 туристов. К 2014 году их число выросло до 242 000 человек.
Бенин — небольшая страна с высокой концентрацией туристических достопримечательностей. Национальные парки и культура Бенина являются одними из главных туристических объектов. Из городов страны одна из главных туристических достопримечательностей Бенина — город Абомей, с его дворцами, которые в 1982 году включены в список объектов Всемирного наследия. Достопримечательности столицы Бенина Порто-Ново включают его музеи и архитектуру.
Котону — единственный международный аэропорт Бенина. В Бенин есть прямые рейсы из Бельгии, Франции и ряда африканских стран. В стране 578 километров железных дорог, которые были построены совместными усилиями с Республикой Нигер.
Правительство Бенина рассматривает туризм как метод диверсификации своей экономики, привлечения большего количества иностранных инвестиций и снижения зависимости Бенина от сельскохозяйственной отрасли. Хотя у правительства есть Национальная политика развития туризма, оно не предприняло серьезных усилий для улучшения туристических объектов или продвижения Бенина как туристического направления.
Некоторые из лучших районов дикой природы в Западной Африке находятся на севере Бенина, где расположены национальный парк Пенджари и национальный парк W. Лучшее время для знакомства с дикой природой национального парка Пенджари — ближе к концу засушливого сезона. Парк доступен для путешественников и доступен для проживания. Национальный парк W расположен на крайнем севере Бенина и простирается через Буркина-Фасо и Нигер. В парке богатая дикая природа, но добраться до него из Бенина сложно.
В 2003 году режимом президента Кереку был инициирован проект, реализация которого облегчала быстрый доступ в Бенин для путешественников, продвигал туризм, а также способствовала развитию внутреннего воздушного транспорта Бенина. В этой связи 15 декабря 2014 года президентом Бони Яи в муниципалитете Параку был запущен проект строительства нового аэропорта Туру, расположенному примерно в 10 км к северо-западу от Параку, с асфальтированной взлетно-посадочной полосой длиной 3500 метров. Новый аэропорт был введен в эксплуатацию 18 марта 2016 года. Однако, эксплуатации аэропорта Туру препятствует отсутствие принятия должных мер безопасности в соответствии со стандартами Международной организации гражданской авиации.